# Хрущёвское (сельское поселение, Тульская область)
Муниципальное образование Хрущёвское — упразднённое сельское поселение в Ленинском районе Тульской области.
Административный центр — село Хрущёво.
Законом Тульской области от 11 июня 2014 года № 2133-ЗТО 24 июня 2014 года были объединены все муниципальные образования Ленинского района — рабочие посёлки Ленинский и Плеханово, муниципальные образования Рождественское, Медвенское, Шатское, Ильинское, Иншинское, Фёдоровское, Хрущёвское и Обидимское — с муниципальным образованием город Тула.

## Населённые пункты
В состав сельского поселения входили 2 населённых пункта:
- село Хрущёво
- деревня Барсуки